# Onyx (band)
Onyx er en amerikansk hiphop gruppe fra New York City. Gruppen består af Sticky Fingaz, Fredro Starr og Sonsee (Formelt Suave og Sonee Seeza). Afdøde Big DS var også medlem, men forlod gruppen efter deres debutalbum.
Gruppen blev dannet i 1988 og Onyx udgav sin første 12 "single," "Ah, and We Do it Like This", i 1990. Sangen lød meget jazz-påvirket meget i modsætning til deres senere arbejde. I 1991 skulle Onyx præsentere en demo for Jam Master Jay på Def Jam, men Big DS og Sonee Seeza (da kun kendt som Suave) var i Connecticut på det tidspunkt, så Fredro Starr indkaldte sin fætter Sticky Fingaz (som boede i Brooklyn). Da Sticky Fingaz tiltrådte i gruppe, udgav de Throw Ya Gunz i 1992.
Efter nummeret fik Onyx en aftale med Def Jam, og blev lovet et album, der blev Bacdafucup LP, udgivet i 1993. Albummet blev mødt med stor kommerciel succes, herunder tunge airplays i radioen og MTV med singlen "Slam". Onyx optrådte også med Biohazard på melodien "Judgement Night", taget fra soundtrackalbummet af samme navn.
Onyx udgav deres tredje album i 1998 med albummet Shut 'Em Down, som bød på optrædener fra DMX, Lost Boyz, Raekwon, Method Man, Big Pun, Noreaga og den dengang ukendte 50 Cent. Albummet fik gode anmeldelser og blev betragtet som en kommerciel succes. Fra albummet blev de to singler "React" og "Shut 'Em Down", udgivet – sidstnævnte med DMX. 
Både Fingaz og Starr fik under deres karriere tilbudt mindre roller i film som Clockers (1995), Sunset Park (1996), and Dead Presidents(1995). Begge rappere har ligesiden haft en karriere inden for film og tv.
I andre nyheder, har der været et lav-niveau skænderi mellem Onyx medlem Fredro Starr og 50 Cent. Ifølge Rap News Network, begyndte 50 Cent en konfrontation med Fredro Starr til Vibe Awards i 2003. I et 2003 interview forklarede Fredro Starr, "50 Cent basically started shit with me, started a scuffle, and a bodyguard broke us up. He's a punk. He's disrespectful to Jam Master Jay ever since he passed. him. I'm doin shit with some ex G-Unit members now. 50 ain’t shit. " I et interview med Source magazine, sagde Fredro Starr, at 50 cent havde været respektløs over for Onyx rap-gruppen, selvom Onyx havde givet ham hans første gennembrud på en sang, der hedder "React" fra albummet Shut 'Em Down fra 1998.

## Diskografi
- Bacdafucup (1993)
- All We Got Iz Us (1995)
- Shut 'Em Down (1998)
- Bacdafucup Part II (2002)
- Triggernometry (2003)
- Cold Case Files (album)|Cold Case Files: Murda Investigation (2008)
- Cold Case Files Vol. 2 (album)|Cold Case Files Vol. 2 (2012)
- Wakedafucup (2014)